# Ammagodanahalli, Hassan
Ammagodanahalli là một làng thuộc tehsil Hassan, huyện Hassan, bang Karnataka, Ấn Độ.